# شوچنکو ۵۷۰۷
سیارک ۵۷۰۷ (به انگلیسی: 5707 Shevchenko، نامگذاری:1976GY3) پنج هزار و هفتصد و هفتمین سیارک کشف شده‌است که در ۲ آوریل ۱۹۷۶ کشف شد.
قدر مطلق سیارک برابر ۱۳٫۳۰ است.